# Rue Louis-Pasteur-Valléry-Radot
Ne doit pas être confondu avec Rue Pasteur-Vallery-Radot.
La rue Louis-Pasteur-Vallery-Radot est une voie située dans le quartier des Grandes-Carrières du 18e arrondissement de Paris en France.

## Situation et accès
La rue Louis-Pasteur-Vallery-Radot est desservie par la ligne 13 à la station Porte de Saint-Ouen, ainsi que par la ligne 3b du tramway d'Île-de-France.
Il existe également une rue Pasteur-Valléry-Radot, à Créteil.

## Origine du nom

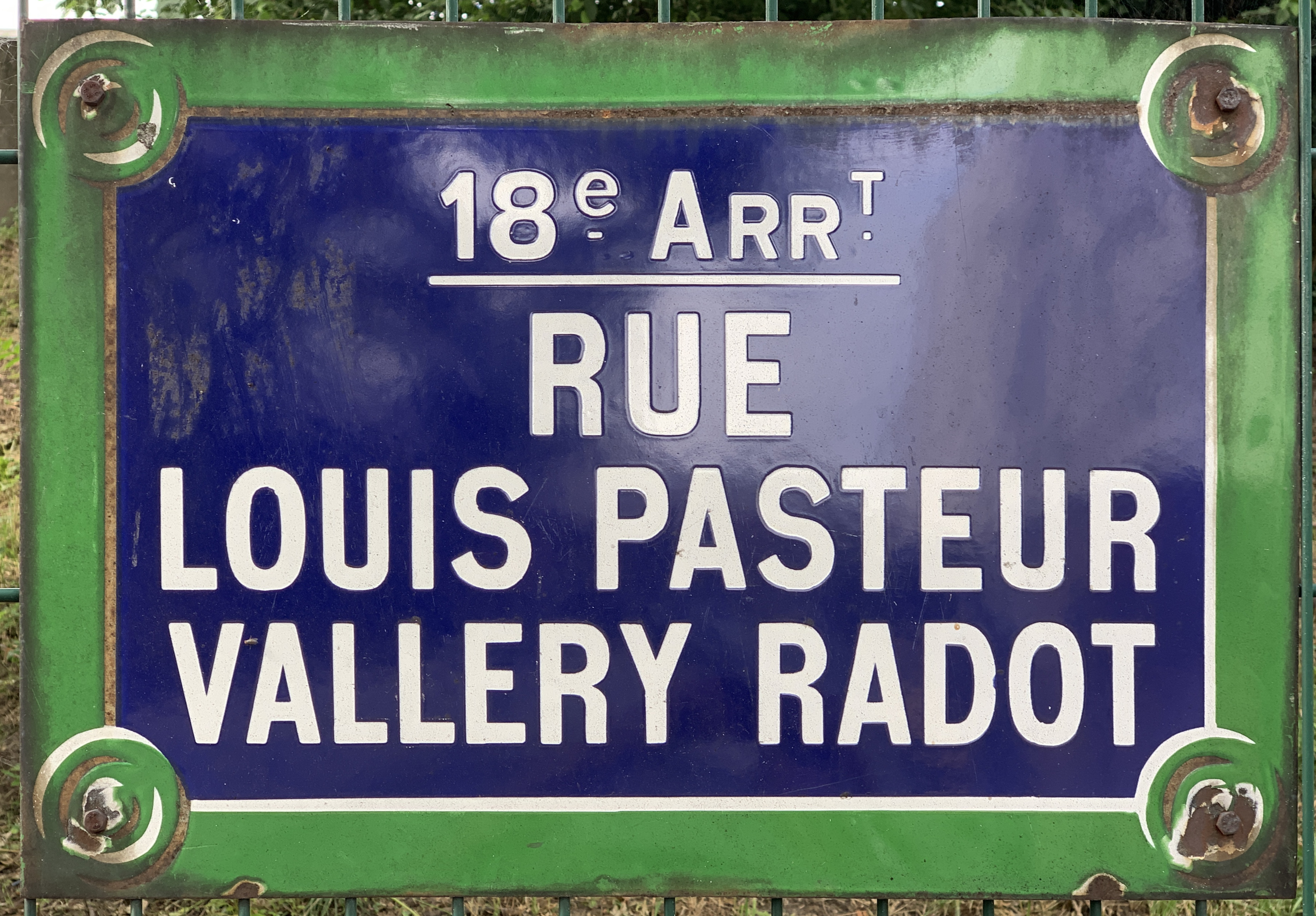
Plaque de la rue.

Elle porte le nom du médecin et écrivain français Louis Pasteur Vallery-Radot (1886-1970).

## Historique
La voie est ouverte en 1975, par la Ville de Paris, sous le nom provisoire de « voie AH/18 » et prend sa dénomination actuelle, par arrêté municipal du 30 août 1978, en raison de la proximité de l'hôpital Bichat-Claude-Bernard. 

## Bâtiments remarquables et lieux de mémoire
- La rue est située entre le boulevard périphérique de Paris et les bâtiments de l'hôpital Bichat.
- Accès au square Henri-Huchard.